# Maximin Coia
Maximin  Coia (né le 5 décembre 1983 à Aubervilliers en Île-de-France) est un patineur artistique français de Couple. Il a patiné en niveau junior avec Cyriane Felden (de 2002 à 2004), puis en niveau senior avec Adeline Canac (de 2006 à 2010) avec qui il est devenu double champion de France 2008 et 2009.

## Biographie

### Début de carrière sportive
Maximin Coia s'oriente vers le patinage assez tard, à quinze ans, après avoir pratiqué la gymnastique. La pratique de celle-ci explique la souplesse de Maximin, qui est beaucoup moins répandue chez les messieurs que chez les dames. Assez rapidement, Maximin réussit des triples sauts et rejoint le club de Champigny-sur-Marne où entraîne Annick Dumont. Lors d'un spectacle de gala, il s'essaye au patinage par couple avec la patineuse Cyriane Felden. Line Haddad et Jean-Roland Racle le persuadent alors de poursuivre en patinage de couple. Il accepte et commence à patiner quelques mois avec Catherine Huc qui a déjà été en 2000 vice-championne de France en couple avec Vivien Rolland.
Il patine d'abord en junior avec Marianne Gauthier pendant la saison 2001/2002, puis Cyriane Felden lors des saisons 2002/2003 et 2003/2004. Ensemble ils sont troisièmes des championnats de France junior 2003, puis champions de France junior en 2004. Ils souhaitent participer à leur premiers championnats de France Elites 2004 à Briançon, mais doivent déclarer forfait. Ils participent ensuite aux championnats du monde junior en mars 2004 à La Haye aux Pays-Bas, où ils prennent la douzième place. Après ces deux saisons ensemble, les patineurs ne s'entendent plus, Maximin souhaite patiner avec une autre partenaire.

### Carrière sportive avecAdeline Canac(2006-2010)
Dès 2004, il a déjà des vues sur Adeline Canac, qui patine en individuel, mais la FFSG (Fédération française des sports de glace) estime que ce nouveau couple ainsi formé n'aurait aucun avenir! Ils vont tout de même faire des premiers essais en 2005, mais non concluant. Il faut attendre l'été 2006 pour que Adeline se décide à abandonner définitivement le patinage individuel pour le patinage en couple avec Maximin.

#### Saison 2006/2007
2006/2007 est donc la première saison où Adeline Canac et Maximin Coia patinent ensemble. Leur entraîneur est Vivien Rolland. Leur première compétition sera le masters de Clermont-Ferrand en septembre où ils terminent quatrième. En novembre ils sont sélectionnés pour leur premier Trophée Bompard, leur première compétition internationale, où ils découvrent véritablement la pression, les joies, les pleurs ou la douleur des grandes compétitions. Maximin s'est d'ailleurs blessé à cause d'un coup de lame de sa partenaire et doit porter un bandage sur le torse. Ils prennent la septième place à la fin de la compétition. Le mois suivant sont organisés les championnats de France 2007 à Orléans où ils obtiennent la médaille d'argent dès leur première participation derrière les champions de France Marylin Pla/ Yannick Bonheur. Qualifiés pour leurs premiers championnats d'Europe en janvier 2007 à Varsovie, ils se classent treizième mais avant-dernier! La France ne disposant que d'une seule place pour les couples lors des championnats du monde de mars 2007 à Tokyo, Adeline et Maximin ne sont pas qualifiés. Pendant l'été, ils apprennent que Marylin Pla arrête le patinage et que Yannick Bonheur se remet en quête d'une nouvelle partenaire. Adeline et Maximin vont devoir assumer le statut de numéro un français chez les couples pendant la saison prochaine. Maximin obtient son diplôme de l'INSEP à la fin de la saison.

#### Saison 2007/2008
Ils participent à deux épreuves du grand-prix en novembre, le Trophée Bompard et la Coupe de Russie où ils se classent septième aux deux compétitions. Le couple progresse dans ses compétences techniques en réalisant deux triples boucles parallèles à la Coupe de Russie. Aux championnats de France de décembre à Megève, ils deviennent champions de France pour la première fois, Yannick Bonheur étant toujours à la recherche d'une partenaire. En janvier 2008, ils doivent déclarer forfait pour les championnats d'Europe à Zagreb à cause d'une fracture du sternum d'Adeline. Ils peuvent néanmoins être présent pour les championnats du monde de mars 2008 à Göteborg, et prennent la quatorzième place de leurs premiers mondiaux, malgré le manque d'entraînement.

#### Saison 2008/2009
Le couple choisit de s'entraîner au Canada avec Annie Barabe qui travaille déjà avec le couple champion du Canada Jessica Dubé/ Bryce Davison. Les deux couples s'entendent très bien et Adeline va s'installer chez Jessica. Leur nouvel entraîneur souhaite redonner confiance au couple français. Néanmoins ils restent cantonnés à des places d'honneur dans les épreuves du grand-prix auxquelles ils participent: septième du Skate America en octobre, et sixième du Trophée Bompard en novembre. Ils conservent leur titre de champion de France lors des championnats organisés à Colmar, sans pouvoir combattre Yannick Bonheur et sa nouvelle partenaire franco-britannique Vanessa James, car ceux-ci abandonnent à la suite d'une blessure de Yannick au programme court. En janvier 2009, ils vont rentrer dans le top 10 européen en se classant neuvième des championnats d'Europe à Helsinki. Pour les championnats du monde de mars 2009 à Los Angeles, la fédération leur demande de passer un test de sélection avec l'autre couple Yannick Bonheur/ Vanessa James. Mais le test n'aura pas lieu en raison d'une mononucléose infectieuse contractée par Adeline Canac. Ils n'iront donc pas à Los Angeles.

#### Saison 2009/2010

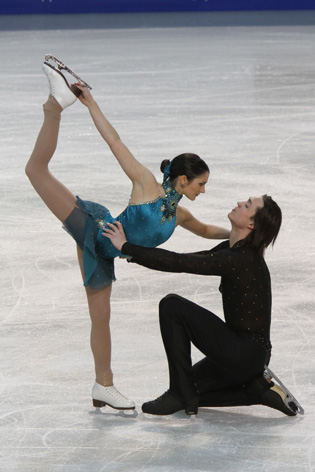
Aux championnats d'Europe 2010

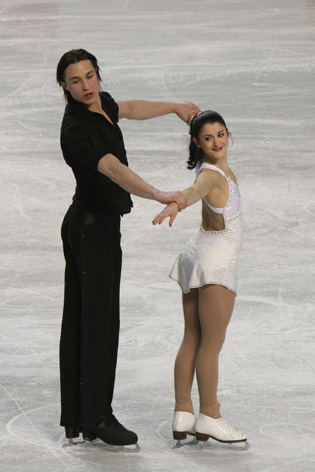
Aux championnats d'Europe 2010

C'est la première saison olympique du couple. En octobre, ils prennent la cinquième place du Trophée Bompard, leur meilleure place à une épreuve de grand-prix. En décembre, aux championnats de France à Marseille, ils perdent leur titre face à leurs rivaux Vanessa James/ Yannick Bonheur, notamment à cause d'une chute d'Adeline dans le programme libre sur le triple Salchow lancé. Prenant la médaille d'argent, ils sont toutefois qualifiés pour les championnats d'Europe de janvier 2010 à Tallinn. Septième du programme court, ils redescendent à la dixième place après notamment deux chutes d'Adeline sur triple Salchow en parallèle et un triple flip lancé.
Vice-champions de France, ils restent le deuxième couple français aux championnats d'Europe. La France n'ayant qu'une seule place pour la catégorie des Couples aux jeux olympiques d'hiver de février 2010 à Vancouver, ainsi qu'aux championnats du monde de mars 2010 à Turin, ils ne peuvent donc pas participer aux deux plus importantes compétitions de la saison. Maximin et Adeline annoncent en mars 2010 qu'ils se séparent après avoir patiné ensemble pendant quatre saisons.
À la recherche d'une nouvelle partenaire, Maximin Coia effectue des essais avec Vanessa James, qui vient de se séparer de son partenaire Yannick Bonheur, lors d'un test organisé par la FFSG le 25 mai 2010 à Bercy. L'association semble bien fonctionner, et le nouveau couple formé envisage de s'exiler en Allemagne pour s'entraîner avec Ingo Steuer. Mais quelques semaines plus tard, Maximin change d'avis et décide finalement d'arrêter sa carrière amateur.

### Reconversion
Devenu professionnel, il patine dès septembre 2010 pour la Royal Caribbean Cruise Line jusqu'en avril 2011. Il travaille ensuite à Montréal pour la fédération canadienne de patinage en tant qu'entraîneur.

## Palmarès
Avec deux partenaires:
- Cyriane Felden (2002 - 2004)
- Adeline Canac (2006-2010)

| Compétition                                               | 2004    | 2005    | 2006    | 2007    | 2008    | 2009    | 2010    |  |  |  |  |  |  |  |
| Jeux olympiques d'hiver                                   |         |         |         |         |         |         |         |  |  |  |  |  |  |  |
| Championnats du monde                                     |         |         |         |         | 14e     | F       |         |  |  |  |  |  |  |  |
| Championnats d’Europe                                     |         |         |         | 13e     | F       | 9e      | 10e     |  |  |  |  |  |  |  |
| Championnats de France                                    | A       |         |         | 2e      | 1er     | 1er     | 2e      |  |  |  |  |  |  |  |
| Championnats du monde juniors                             | 12e     |         |         |         |         |         |         |  |  |  |  |  |  |  |
|                                                           |         |         |         |         |         |         |         |  |  |  |  |  |  |  |
| Grand Prix ISU                                            | 2003/04 | 2004/05 | 2005/06 | 2006/07 | 2007/08 | 2008/09 | 2009/10 |  |  |  |  |  |  |  |
| Skate America                                             |         |         |         |         |         | 7e      |         |  |  |  |  |  |  |  |
| Trophée de France                                         |         |         |         | 7e      | 7e      | 6e      | 5e      |  |  |  |  |  |  |  |
| Coupe de Russie                                           |         |         |         |         | 6e      |         |         |  |  |  |  |  |  |  |
| Légende : F= Forfait ; A = Abandon ; * = Résultat à venir |         |         |         |         |         |         |         |  |  |  |  |  |  |  |